# Jermaine Cunningham
Jermaine Alexander Alfred Cunningham (New York, 24 aprile 1988) è un giocatore di football americano statunitense che gioca nel ruolo di defensive end per i New York Jets della National Football League (NFL). Fu scelto nel corso del secondo giro (53º assoluto) del Draft NFL 2010 dai New England Patriots. Al college ha giocato a football all'Università della Florida vincendo due campionati NCAA.

## Carriera professionistica

### New England Patriots
Cunningham fu scelto dai New England Patriots nel corso del secondo giro del Draft 2010. Scese in campo per la prima volta come titolare nella settimana 3 al posto Tully Banta-Cain e mise a segno il suo primo sack nella settimana 6 contro i Baltimore Ravens. Cunningham giocò come titolare 11 gare su 16 nella sua stagione da rookie, terminando con 27 tackle, un sack e due fumble forzati.
Cunningham faticò nella sua seconda stagione, mettendo a segno un solo tackle, giocando principalmente negli special team ed entrando raramente in campo in difesa. Il 26 novembre 2012 Cunningham fu sospeso dalla NFL per abuso di sostanze vietate. La sua stagione si concluse con 12 presente (3 come titolare), con 24 tackle e 2,5 sack.
Il 31 agosto 2013 fu svincolato.

### San Francisco 49ers
Il 1º ottobre 2013, Cunningham firmò coi San Francisco 49ers, da cui fu svincolato 28 giorni dopo.

### New York Jets
Il 20 novembre 2013, Jermaine firmò coi New York Jets, con cui nel 2013 disputò 2 partite.

## Palmarès
- American Football Conference Championship: 1

New England Patriots: 2011
- Campionato NCAA: 2

Florida Gators: 2006, 2008

## Statistiche
| Partite totali      | 38  |
| Partite da titolare | 14  |
| Tackle              | 59  |
| Sack                | 3,5 |
| Intercetti          | 0   |

Statistiche aggiornate alla stagione 2013